# Javier Urruticoechea
Francisco Javier Urruticoechea znany także jako Javier Urruti lub Urruti (ur. 17 listopada 1952 w San Sebastián, zm. 24 maja 2001 w Esplugues de Llobregat) – baskijski piłkarz grający na pozycji bramkarza.
Największe sukcesy odniósł w barwach FC Barcelona. Przeszedł do tego klubu z jego odwiecznego rywala RCD Espanyol. W Espanyolu grał przez lata 1976–1981, po czym przeszedł do FC Barcelona. Z nią osiągnął takie trofea jak: mistrzostwo Hiszpanii, Puchar Zdobywców Pucharów, dwa Puchary Hiszpanii, dwa Puchary Ligi Hiszpańskiej oraz Superpuchar Hiszpanii, finał Pucharu Mistrzów w 1986 roku. W kadrze Hiszpanii rozegrał pięć meczów, był uczestnikiem Mundialu 1978 roku, Mundialu 1982 roku i Mundialu 1986 roku. Zginął w wypadku samochodowym 24 maja 2001.